# 우승진
우승진(1973년 8월 10일 ~)은 해태 타이거즈의 전 야구 선수다. 통산 6경기 1타수 무안타를 기록했다.

## 출신 학교
- 부경고등학교
- 홍익대학교

## 같이 보기
- 1996년 해태 타이거즈 시즌